# Province ecclésiastique de Malines-Bruxelles

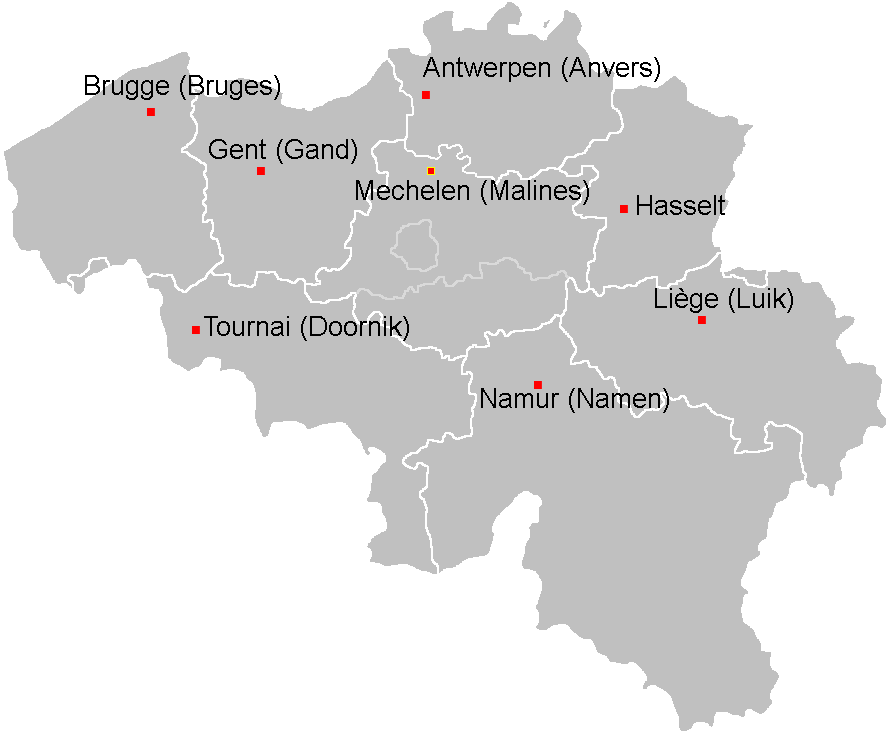
La province ecclésiastique de Malines-Bruxelles

La province ecclésiastique de Malines-Bruxelles est l'unique province ecclésiastique de l'Église catholique en Belgique.
Elle regroupe les diocèses suivants :
- Archidiocèse de Malines-Bruxelles (métropolitain et primatie de Belgique)
  - Diocèse d'Anvers
  - Diocèse de Bruges
  - Diocèse de Gand
  - Diocèse de Hasselt
  - Diocèse de Liège
  - Diocèse de Namur
  - Diocèse de Tournai

## Histoire
Créé en 1559, lors de la réorganisation des structures ecclésiastiques dans les Pays-Bas, l'archidiocèse de Malines fut immédiatement archevêché et métropolitain étant donné l’importance politique qu’avait, à cette époque, la ville de Malines.
Depuis 1962, l'Église catholique en Belgique est formée de huit diocèses et un diocèse spécifique aux forces armées belges. L'évêque de Malines-Bruxelles est l'archevêque métropolitain de la province et porte le titre de primat de Belgique.
| Diocèse                           | Évêque               | Successeur de       | Évêque(s) auxiliaire(s)               | Cathédrale                                                    | Création (re-création) | Territoire                                  |
| --------------------------------- | -------------------- | ------------------- | ------------------------------------- | ------------------------------------------------------------- | ---------------------- | ------------------------------------------- |
| Archidiocèse de Malines-Bruxelles | Luc Terlinden        | Jozef De Kesel      | Koen Vanhoutte (nl) et Jean Kockerols | Saint-Rombaut de Malines Saints-Michel-et-Gudule de Bruxelles | 1559                   | Ancienne province de Brabant + Malines      |
| Diocèse d'Anvers                  | Johan Bonny          | Paul Van den Berghe | -                                     | Notre-Dame d'Anvers                                           | 1559 (1961)            | Province d'Anvers sauf Malines              |
| Diocèse de Bruges                 | Lode Aerts           | Jozef De Kesel      | -                                     | Saint-Sauveur de Bruges                                       | 1559 (1834)            | Province de Flandre-Occidentale             |
| Diocèse de Gand                   | Lode Van Hecke       | Luc Van Looy        | -                                     | Saint-Bavon de Gand                                           | 1559                   | Province de Flandre-Occidentale             |
| Diocèse de Hasselt                | Patrick Hoogmartens  | Paul Schruers       | -                                     | Saint-Quentin de Hasselt                                      | 1967                   | Province de Limbourg                        |
| Diocèse de Liège                  | Jean-Pierre Delville | Aloys Jousten       | -                                     | Saint-Paul de Liège                                           | IVe siècle             | Province de Liège                           |
| Diocèse de Namur                  | Pierre Warin         | Rémy Vancottem      | -                                     | Saint-Aubain de Namur                                         | 1559                   | Province de Namur et Province de Luxembourg |
| Diocèse de Tournai                | Guy Harpigny         | Jean Huard          | -                                     | Notre-Dame de Tournai                                         | VIe siècle             | Province de Hainaut                         |